# Скользящие сквозь времена
«Скользящие сквозь времена» — альбом белорусской группы «Красные Звёзды», выпущенный в 2010 году московским инди-лейблом «Выргород». Интернет-версия альбома была выпущена 7 мая 2010 года, CD-версия — в июне 2010 года. Интернет-версия отличается от CD-версии количеством композиций.

## Список композиций
1. Ангел
2. Моя Любовь Сильнее
3. Я с Тобой
4. Трамвай
5. Кислота
6. Сбилась настройка
7. Самый важный разговор
8. Преодоление Пределов
9. Нет никого на Земле
10. Страна долгих дождей

## Участники записи
- Владимир Селиванов — голоса
- Евгений Белов — гитара, бас
- Андрей Боровик — бас
- Александр Фок — барабаны

Тексты и мелодии песен: Владимир Селиванов; кроме «Кислота» (текст — Евгений Белов / Владимир Селиванов, мелодия — Евгений Белов), «Ангел» (мелодия — Евгений Белов) и «Преодоление Пределов» (мелодия — Евгений Белов). 

Аранжировки: Евгений Белов, Андрей Боровик. 

Запись и сведение: Евгений Белов.
В оформлении альбома использована работа Максима Пионера.